# Малотаябинське сільське поселення
Малотаяби́нське сільське поселення (рос. Малотаябинское сельское поселение) — муніципальне утворення у складі Яльчицького району Чувашії, Росія. Адміністративний центр — присілок Мала Таяба.

## Населення
Населення — 1056 осіб (2019, 1413 у 2010, 1883 у 2002).

## Склад
До складу поселення входять такі населені пункти:
| Населений пункт               | Населення, осіб (2002) | Населення, осіб (2010) |
| ----------------------------- | ---------------------- | ---------------------- |
| Мала Таяба, присілок          | 839                    | 626                    |
| Мале Байдеряково, селище      | 55                     | 20                     |
| Нове Тоскаєво, селище         | 0                      | 0                      |
| Новопоселенна Таяба, присілок | 149                    | 103                    |
| Петровка, селище              | 16                     | 11                     |
| Старе Янашево, присілок       | 824                    | 653                    |